# پل سیمونی
پل سیمونی (انگلیسی: Paul Simeoni؛ زادهٔ ۱۹ مارس ۱۹۳۸) بازیکن فوتبال است.